# 11243 де Ґрааув
11243 де Ґрааув (11243 de Graauw) — астероїд головного поясу, відкритий 25 березня 1971 року.
Тіссеранів параметр щодо Юпітера — 3,320.